# Dąbrówka Słupska
Dąbrówka Słupska is een plaats in het Poolse district  Nakielski, woiwodschap Koejavië-Pommeren. De plaats maakt deel uit van de gemeente Szubin en telt 255 inwoners.